# Daniela Will
Daniela Will (* 1989 in Mannheim) ist eine deutsche Journalistin und Fernsehmoderatorin. 

## Leben
Will absolvierte in Mannheim ihr Abitur und begann im Anschluss ein Studium an der Johannes-Gutenberg-Universität in Mainz. Nachdem sie ihr Studium im Jahr 2013 erfolgreich abgeschlossen hatte, nahm Will eine Stelle als Reporterin bei der Final Frame Content GmbH an. Im Jahr 2018 wechselte Will zu WeltN24, wo sie bis 2022 als Reporterin tätig war. Im März 2022 wechselte sie zum Fernsehsender RTL.
Seit April 2022 ist Will Moderatorin der RTL-Morgenmagazine Punkt 6, Punkt 7 und Punkt 8.

### Privates
Will spricht fließend Englisch und Französisch.

## Moderation
- seit April 2022: Punkt 6, Punkt 7, Punkt 8 (RTL)
- seit Mai 2022: Nachrichten (n-tv)[2]